# Kae Nishina
Kae Nishina (7 de dezembro de 1972) é uma ex-futebolista japonesa que atuava como defensora.

## Carreira
Kae Nishina representou a Seleção Japonesa de Futebol Feminino, nas Olimpíadas de 1996. 